# 卡法非洲條鰍
卡法非洲條鰍（學名：A. kaffa），為輻鰭魚綱鯉形目條鳅科的其中一個種，分布非洲衣索比亞圖爾卡納湖、奧莫谷(Omo Valley)淡水流域，體長可達5.5公分，棲息在礫石底質、水生植物生長的底層水域，生活習性不明。

## 扩展阅读
維基物種上的相關：卡法非洲條鰍